# Хотон, Бак
Арчибл Эрнест «Бак» Хотон (англ. Archible Ernest «Buck» Houghton; 4 мая 1915, Денвер — 14 мая 1999, Лос-Анджелес) — американский телевизионный продюсер и сценарист, наиболее известный как продюсер первых трёх сезонов «Сумеречной зоны», а также многих других телевизионных программ и независимых фильмов с 1950-х по 1990-е годы. 

## Биография
Бак Хотон родился в Денвере, штат Калифорния. Его родители переехали в Лос-Анджелес из-за плохого здоровья матери; она умерла, когда ему было одиннадцать лет. В 1933 году он окончил среднюю школу в Лос-Анджелесе. В школе его называли Арч Хотон. Далее он учился в Калифорнийском университете, где был членом братства Phi Kappa Psi, изучал экономику и английский язык и выступал в соревнованиях по лёгкой атлетике и прыжкам в высоту. Учась в средней школе и колледже, вместе со своим близким другом и одноклассником Хорасом Ханом он помогал за сценой на съёмках нескольких фильмов Сесила Б. Демилля.
Впервые он пришёл в киноиндустрию в качестве редактора сюжетов для Дэвида О. Селзника в 1930-х годах. Затем перешёл в Paramount, где работал в отделе кастинга, а после — в отделе бюджета. После войны Хотон был помощником исполнительного продюсера в RKO, а также два года работал редактором сюжетов в MGM. Вскоре он стал участвовать в производстве ранних телевизионных драм, таких как «Чайна Смит», «Познакомьтесь с Макгроу», «Янси Дерринджер» и «Человек с фотоаппаратом». Хотон достиг вершины своей карьеры, когда был нанят Уильямом Селфом на CBS для производства первых 39 эпизодов «Сумеречной зоны» Рода Серлинга в её оригинальном получасовом формате. Когда телекомпания настояла на том, чтобы четвёртый сезон состоял из часовых шоу, Бак решил, что пора двигаться дальше и покинул шоу. Его последующее сотрудничество с драматургом Клиффордом Одетсом на «Шоу Ричарда Буна» (1963—1964), было единственной репертуарной труппой на телевидении, в которой постоянный состав актёров каждую неделю играл разные роли.
Бак Хотон поженился на Ванде Джексон в 1946 году и они прожили в браке до самой смерти. У них родились сын Джим и дочь Мона.
Хотон умер в Лос-Анджелесе в возрасте 84 лет 14 мая 1999 года. Он страдал от эмфиземы и бокового амиотрофического склероза.